# Pak Mi-hyang
Pak Mi-hyang est une comédienne nord-coréenne.
Né vers 1990 Pak Mi-hyang est la fille du député ministre des affaires étrangère Ri Yong-ho.
Ayant appris le piano très jeune, elle joue aussi comme musicienne dans la série de films La Nation et la Destinée.
Pak Mi-hyang tient le rôle principal de Suryon dans le film Journal d'une jeune nord-coréenne.
Elle a également tourné dans plusieurs séries télévisées nord-coréennes.
En janvier 2007, elle était étudiante en deuxième année à l'université des arts dramatiques et du cinéma de Pyongyang.
Elle se marie vers 2010 avec le fils d'un ami de Jang Song-taek (oncle  de Kim Jong-un par alliance).
Elle sera condamnée au travaux forcé à vie mais refusant cette peine, elle sautera du véhicule et sera condamnée à mort.